# Новониколаевская учительская семинария
Новониколаевская мужская учительская семинария — учебное заведение для подготовки преподавателей, действовавшее в 1911—1921 годах в Новониколаевске (сейчас — Новосибирск).

## История
Учительская семинария была переведена в Новониколаевск в 1911 году из села Павловского Барнаульского уезда Томской губернии. Формальной причиной переезда было аварийное состояние здания. На самом деле поводом для перевода заведения послужили крестьянские беспорядки в Павловском, в которых участвовали семинаристы.
На семинарию претендовали Барнаул, Колывань, Каинск и др. Но выбор пал на Новониколаевск, так как Новониколаевская городская дума обещала предоставить помещение для классных комнат, учебных мастерских и общежития для воспитанников. Для этого арендовали здания купца Панганского на углу улиц Гондатти и Кузнецкой (не сохранились).
Для практической подготовки у семинарии была собственная образцовая школа, в которой семинаристы устраивали пробные уроки.
Учебное заведение располагало большой библиотекой педагогической и художественной литературы.
В 1921 году семинария была реорганизована в 3-летние педагогические курсы, затем — в 4-годичный педагогический техникум.

## Известные преподаватели
- Георгий Яковлевич Жук — деятель обновленчества, преподавал в семинарии с 1918 года вплоть до её закрытия.

## Известные выпускники
- Адриан Васильевич Веденяпин (1893—1983) — директор 1-й Советской школы Новосибирска и опытно-показательной школы № 18 имени М. В. Ломоносова, библиотекарь городской библиотеки имени Л. Н. Толстого[2][1].

- Николай Никифорович Лазарев (1900—?) — преподаватель литературы, старейший новосибирский педагог-просветитель[3].

- Константин Андреевич Нечаев (1899—1980) — краевед, учитель и просветитель[4][1].

## Мемуары
В семинарии учился Фёдор Дмитриевич Останин, который в 1972—1973 годах по просьбе работников  Института истории, филологии и философии СО АН СССР написал воспоминания об учебном заведении.